# Ludvig Müller
Carl Ludvig Müller (9 giugno 1809 – 6 settembre 1891) è stato un numismatico e storico danese.

## Biografia
Era il figlio del vescovo Peter Erasmus Müller e padre di Peder Erasmus e Sophus Otto Müller.
Dal 1841 ha lavorato presso il Gabinetto numismatico reale e dal 1865 è stato il suo direttore. Contemporaneamente, dal 1848, era un ispettore al Museo Thorvaldsen, e dal 1866 uno dei responsabili del Museo Nazionale delle Antichità.

## Opere
- Description des antiquités du Musëe-Thorvaldsen,  Copenhagen Thorvaldsen musëe, Copenaghen, 1847
- Numismatique d'Alexandre le Grand, København, 1855, con atlante)
- Den Macedonike Konge Philip II Mynter, København, 1855
- Den thraciske Konge Lysimachus's Mynter, København, 1857
- Numismatique de l'ancienne Afrique, København, 1860—74

Müller ha inoltre pubblicato, negli anni 1865-1877, un certo numero di monografie di argomento archeologico su «Kongelige Danske videnskabernes selskabs skrifter Vidensk».